# Liste von Windkraftanlagen in Dänemark
Die Liste von Windkraftanlagen in Dänemark bietet einen Überblick über die installierten Windkraftanlagen im Land Dänemark, wobei der Schwerpunkt auf den installierten Windparks liegt. Als Windparks gelten Standorte mit drei oder mehr Anlagen. Anlagen mit Stahlfachwerkturm sind durch Kursivschrift gekennzeichnet. Da laufend neue Windkraftanlagen errichtet werden, erhebt diese Liste keinen Anspruch auf Vollständigkeit. Als Datenbasis dienen die Kartenportale Vindmøllekort und Wind turbines in Denmark.
Windenergie spielt eine sehr bedeutende Rolle in Dänemark. So wurden 2023 und auch 2024 jeweils 56% des dänischen Strombedarfs durch Windkraft gedeckt. 2024 lag die installiere Leistung bei 7612 Megawatt. Frühere Leistungswerte sind im Artikel Windenergie in Dänemark tabelliert.

## Übersicht
| Name                                  | Baujahr                                                | Gesamt- leistung (MW) | Anzahl | Typ (WKA) | Ort            | Region      | Koordinaten                  | Projektierer / Betreiber                            | Bemerkungen |
| ------------------------------------- | ------------------------------------------------------ | --------------------- | ------ | --- | -------------- | ----------- | ---------------------------- | --------------------------------------------------- | --- |
| Vindkraftværket Tvindkraft            | 1978                                                   | 2                     | 1      | Tvind Mølle (1×) | Ulfborg        | Midtjylland | 56° 15′ 22″ N, 8° 16′ 48″ O  | Tvindkraft                                          | Älteste Großwindkraftanlage der Welt |
| Windkraftanlage Adbøl                 | 1994                                                   | 0,225                 | 1      | Vestas V27-225kW (1×) | Hurup Thy      | Nordjylland | 56° 46′ 19″ N, 8° 21′ 26″ O  |                                                     | |
| Windkraftanlage Brande                | 2002                                                   | 1,0                   | 1      | Bonus 1000/54 (1×) | Brande         | Midtjylland | 55° 57′ 23″ N, 9° 7′ 32″ O   | Siemens Gamesa                                      | Errichtet am dänischen Werk von Siemens Gamesa |
| Windkraftanlagen Brorup               | 1996                                                   | 1,2                   | 2      | Micon M1500-600 (2×) | Bøvlingbjerg   | Midtjylland | 56° 25′ 37″ N, 8° 11′ 32″ O  |                                                     | |
| Windkraftanlage Endelave              | 1987 1988                                              | 0,095                 | 1      | Bonus 95 (1×) | Endelave       | Midtjylland | 55° 44′ 59″ N, 10° 16′ 30″ O |                                                     | 2× Bonus 150/30 wurden 2017 abgebaut |
| Windkraftanlage Gærupvej              | 1990                                                   | 0,15                  | 1      | Wind World W2700 (1×) | Tønder         | Syddanmark  | 54° 58′ 33″ N, 8° 45′ 14″ O  |                                                     | |
| Windkraftanlagen Herborg              | 1978                                                   | 0,055                 | 2      | HVK Herborg HVK 30 (1×) HVK Herborg HVK 15 (1×) | Herborg        | Midtjylland | 56° 3′ 33″ N, 8° 36′ 40″ O   | Karl Erik Jørgensen                                 | beide Anlagen sind außer Betrieb, die HVK 30 lief noch bis vor einigen Jahren, die HVK 15 ist jedoch schon vor 2005 außer Betrieb genommen wurden |
| Windkraftanlagen Hvide Sande-Langsand | 2002                                                   | 0,85                  | 1      | Vestas V52-850kW (1×) | Hvide Sande    | Midtjylland | 56° 0′ 29″ N, 8° 8′ 29″ O    |                                                     | |
| Windkraftanlagen Kalløkkevej          | 1988                                                   | 0,26                  | 2      | Windmatic WM 20s (2×) | Nyker          | Hovedstaden | 55° 8′ 50″ N, 14° 47′ 47″ O  |                                                     | errichtet auf der Insel Bornholm, außer Betrieb |
| Windkraftanlagen Kirke Såby           | 1987                                                   | 0.095                 | 1      | Bonus 95 (1×) | Kirke Såby     | Sjælland    | 55° 38′ 21″ N, 11° 50′ 47″ O |                                                     | errichtet auf Tripod |
| Windkraftanlage Kystvejen             | 1986 1991                                              | 0,15                  | 1      | Bonus 150/30 (1×) | Vestervig      | Nordjylland | 56° 48′ 4″ N, 8° 20′ 15″ O   |                                                     | errichtet auf Tripod, 2024 Rückbau der Bonus 95 |
| Windkraftanlagen Nybjergsvej          | 1997 1998                                              | 1,35                  | 2      | Vestas V44-600kW (1×) NEG Micon NM48/750 (1×) | Tønder         | Syddanmark  | 54° 55′ 40″ N, 8° 58′ 38″ O  |                                                     | |
| Windkraftanlage Østerende Ballum      | 1984                                                   | 0,022                 | 1      | Smedemester Mølle 22kW (1×) | Ballum         | Syddanmark  | 55° 5′ 43″ N, 8° 40′ 0″ O    |                                                     | |
| Windkraftanlagen Øster Gammelby       | 1988 1994                                              | 0,700                 | 2      | Vestas V25-200kW (1×) Vestas V39-500kW (1×) | Øster Gammelby | Syddanmark  | 54° 59′ 40″ N, 8° 45′ 32″ O  |                                                     | |
| Windkraftanlagen Skovhusvej           | 1989 1996                                              | 0,75                  | 2      | Nordex N27/150 (1×) Vestas V44-600kW (1×) | Burkal         | Syddanmark  | 54° 54′ 44″ N, 9° 2′ 35″ O   |                                                     | |
| Windkraftanlage Terp                  | 1982                                                   | 0,044                 | 1      | Bonus 95 (1×) | Bramming       | Syddanmark  | 55° 29′ 32″ N, 8° 43′ 24″ O  |                                                     | errichtet auf Tripod |
| Windkraftanlage Vorbasse              | 2004                                                   | 0,095                 | 1      | Bonus 95 (1×) | Vorbasse       | Syddanmark  | 55° 37′ 40″ N, 9° 6′ 12″ O   |                                                     | errichtet auf Tripod, 2024 abgebaut |
| Windkraftanlagentestfeld Østerild     | 2012 2014 2015 2016 2017 2018 2019 2021 2023 2024 2025 | 94,4                  | 9      | Siemens Gamesa SG-8.0-167 DD (1×) Siemens Gamesa SG-11.0-200 DD (1×) Siemens Gamesa SG-14-236 DD (1×) Siemens Gamesa SG-21.5-276 DD (1×) Vestas V163-4.5MW (1×) Vestas V162-7.2MW (1×) Vestas V172-7.2MW (1×) Vestas V236-15.0MW (1×) GE Wind Energy 6.0-158 (1×) | Østerild       | Nordjylland | 57° 3′ 47″ N, 8° 53′ 0″ O    | Siemens Gamesa, Vestas Wind Systems, GE Wind Energy | Testfeld für On- und Offshore Anlagen, die Vestas V236-15.0MW ist die aktuell größte europäische Windkraftanlage; bereits wieder abgebaute Testanlagen: 1× MHI Vestas Offshore V164-9.5MW, 1× MHI Vestas Offshore V174-9.5MW, 1× Siemens SWT-4.0-130, 1× Siemens SWT-7.0-154, 1× Siemens SWT-8.0-154, 1× Siemens Gamesa SG-14-222 DD 1× GE Wind Energy Haliade 150-6MW, 1× Envision EN-120/3.0MW, 1× Vestas V110-2.0MW, 1× Vestas V150-4.2MW, 1× Vestas V120-2.0MW, 1× Vestas V136-3.45MW, 1× Vestas V126-3.45MW, 1× Vestas V150-6.0MW, 1× Vestas V155-3.3MW, 1× Vestas V162-6.0MW |
| Windpark Bønderby                     | 1990                                                   | 0,75                  | 3      | Micon M530-250 (3×) | Møgeltønder    | Syddanmark  | 54° 56′ 35″ N, 8° 47′ 11″ O  |                                                     | |
| Windpark Bøla                         | 2000 2011                                              | 24,014                | 15     | Micon M1500-500 (8×) Vestas V80-2MW (7×) | Tinglev        | Syddanmark  | 54° 52′ 4″ N, 9° 10′ 12″ O   |                                                     | |
| Windpark Hemmet                       | 2010                                                   | 36,0                  | 12     | Vestas V90-3MW (12×) | Hemmet         | Midtjylland | 55° 51′ 18″ N, 8° 19′ 27″ O  | Bandsbol By                                         | |
| Windpark Hjerpsted                    | 1995                                                   | 26,4                  | 44     | Micon M1500-600 (44×) | Hjerpsted      | Syddanmark  | 55° 1′ 46″ N, 8° 40′ 27″ O   |                                                     | |
| Windpark Hvide Sande                  | 2012                                                   | 9,0                   | 3      | Vestas V112-3.0MW (3×) | Hvide Sande    | Midtjylland | 56° 0′ 28″ N, 8° 6′ 40″ O    |                                                     | |
| Windpark Jejsing                      | 2003                                                   | 2,7                   | 3      | NEG Micon NM52/900 (3×) | Jejsing        | Syddanmark  | 54° 56′ 17″ N, 8° 56′ 27″ O  |                                                     | |
| Windpark Klarup                       | 2004                                                   | 7,35                  | 3      | NEG Micon NM92/2750 (1×) Bonus 2300/82 (2×) | Klarup         | Nordjylland | 57° 2′ 15″ N, 10° 4′ 47″ O   |                                                     | |
| Windpark Lunde                        | 1986 1988 1989 1992                                    | 0,595                 | 4      | Vestas V19-90kW (1×) Danwin 23/180 (1×) DWP 175/24 (1×) Nordtank NTK 150/25 (1×) | Bredebro       | Syddanmark  | 55° 6′ 6″ N, 8° 45′ 3″ O     |                                                     | Windpark mittlerweile vollständig abgebaut, 2002 Rückbau der Vestas V19-90kW, 2010 Rückbau der Nordtank NTK 150/25, 2023 Rückbau der DWP 175/24, 2024 Rückbau der Danwin 23/180 |
| Windpark Nordby                       | 1998 2002                                              | 2,55                  | 3      | Wind World W5200 (1×) NEG Micon NM52/900 (2×) | Skagen         | Nordjylland | 57° 44′ 15″ N, 10° 33′ 58″ O |                                                     | errichtet im Gewerbegebiet, 2002 Repowering (2× NEG Micon NM52/900 statt 1× Wind World W2920 und 1× Wind World W2500) |
| Windpark Pebersmark                   | 2010                                                   | 15,0                  | 5      | Vestas V90-3MW (5×) | Bylderup-Bov   | Syddanmark  | 54° 52′ 30″ N, 9° 3′ 19″ O   |                                                     | |
| Windpark Skjern                       | 2009                                                   | 9,0                   | 3      | Vestas V90-3MW (3×) | Skjern         | Midtjylland | 55° 57′ 50″ N, 8° 33′ 28″ O  | Kelstrup                                            | |
| Windpark Stenseby                     | 1996                                                   | 0,675                 | 3      | Vestas V29-225kW (3×) | Stenseby       | Hovedstaden | 55° 2′ 25″ N, 15° 2′ 42″ O   |                                                     | |
| Windpark Tim-Hee                      | 2013                                                   | 36,0                  | 6      | Siemens SWT-6.0-120 (6×) | Tim            | Midtjylland | 56° 10′ 51″ N, 8° 16′ 29″ O  |                                                     | |
| Windpark Ulfborg                      | 2010                                                   | 10,8                  | 3      | Siemens SWT-3.6-107 (3×) | Ulfborg        | Midtjylland | 56° 17′ 32″ N, 8° 18′ 21″ O  |                                                     | |
| Windpark Vester Tørup                 | 2015                                                   | 73,6                  | 23     | Siemens SWT-3.2-113 (23×) | Fjerritslev    | Nordjylland | 57° 3′ 31″ N, 9° 8′ 56″ O    |                                                     | |